# デドフシナ
デドフシナ（ロシア語：дедовщина）とは、歴史的にソ連軍と今日のロシア連邦軍やNIS諸国軍において、兵・下士官などの下級軍人たちの間で行われている勤続年数に基づいて立場を「選別」し、それに伴う差別と嫌がらせやいじめを行う非公式な上下関係を指す言葉である。

## 概説
半ば犯罪的な性質を持ち、通常では搾取や心理的、身体的、性的虐待の形で現れる。コンスタンチン・バン二コフ（Банников, Константин Леонардович）は、デドフシナを「非法定支配関係のシステムであり、個人に影響を与える手段が無限にある」と定義し、「Уставщина」との密接な関係を強調している。場合によっては兵士が重傷を負ったり殺されたりすることがあり、これは多かれ少なかれ、すべての兵士の集団に見られる特徴である。
デドフシナ現象の原因については、まだ誰もが認める一致した意見はない。社会経済的な要因だけでなく、生物学的、歴史的、文化的な要因も主要な要因として主張されている。国や人種、民族、宗教の違いで軍人を区分けするのは、”デドフシナ”ではなく、いわゆる共同体と言う現れである。デドフシナの代表的な決定打は勤続年数の差である。
デドフシナの存在は、徴兵年齢の若者たちの間で軍隊の権威を著しく損ない、兵役回避や、入営後の脱走の主な動機の一つになっているとされる。デドフシナだけが原因とは言えないが、2004年に当時のセルゲイ・イワノフ国防相は、徴兵忌避率が90%以上に達したと発言している。
2019年のロシア軍検察庁発表によると、デドフシナの状況は悪化しているとされる。2019年の間に軍検察庁が認知したデドフシナの事件件数は増加しており、具体的には人権侵害51000件、性暴力9890件が発生したという。少し古いデータとなるが、2005年の公式な数字ではデドフシナによる死者は16人とされ、自殺者が276人、事故死者が同じく276人とされた。しかしこの数字には疑問が呈されており、実際には2004年前半期のロシア兵の死者数が500人以上に達していたとする指摘もある。

## 対策
ロシアにおいては、徴集兵の家族らでつくる市民団体ロシア兵士の母の委員会連合が、主に兵役中の人権侵害やデドフシナに関する事件の処理と兵士とその家族の権利を守る活動に取り組んでいる。